# Renault Vivasix
La Vivasix è un'autovettura di fascia alta prodotta tra il 1927 ed il 1931 dalla Casa automobilistica francese Renault.

## Profilo
La Vivasix rappresenta per alcuni versi un modello di rottura per la Casa francese: con essa ha fine quella tendenza, fino a quel momento vigente, di denominare i modelli con semplici sigle letterali, a favore di denominazioni fantasiose. In realtà le sigle alfanumeriche rimarranno, ma solo come nomi in codice del progetto. Le prime Vivasix erano infatti conosciute agli addetti ai lavori anche come Type PG1. Da qui deriva anche l'evidente parentela progettuale con la Type PG, prodotta contemporaneamente alla Vivasix, almeno durante il primo anno di vita di quest'ultima. 

La Vivasix era una grossa limousine, piuttosto elegante ed equipaggiata da un motore a 6 cilindri da 3180 cm³ in grado di erogare una potenza massima di 60 CV a 3000 giri/min. Nonostante la parentela tecnica con la Type PG, la Vivasix portò con sé anche alcune novità, tra cui il retrotreno a due balestre cantilever oblique più una trasversale, una soluzione mutuata direttamente dalla ben più grande e prestigiosa Type NM, appartenente alla famiglia delle 40CV. Inoltre, la struttura stessa della vettura fu oggetto di una "cura dimagrante" che fece in modo da esaltare le doti del suo motore.

Con l'avvento della sua versione extra-lusso, denominata Vivastella, la Vivasix continuò ad avere un discreto successo in quanto della Vivastella poteva proporsi come versione più economica. Nel 1930 vi furono alcuni aggiornamenti di dettaglio. Tra le modifiche più evidenti, si assistette ad una riduzione del passo. Esternamente cambiò anche la calandra di disegno più convenzionale. Tali modifiche valsero alla nuova Vivasix una nuova sigla di progetto, e cioè Type PG3, una sigla peraltro condivisa anche con le più lussuose Vivastella PG3 prodotte tra il 1929 ed il 1930. Alla fine del 1931, la Vivasix fu pensionata definitivamente.